# HØJ Håndbold
Die Håndboldfællesskabet Ølstykke-Jyllinge (HØJ) ist eine dänische Handballspielgemeinschaft aus den Regionen Sjælland und Hovedstaden. Die erste Herrenmannschaft spielt in der zweitklassigen 1. division.

## Geschichte

### Verein
HØJ wurde 1994 gegründet und ist ein Zusammenschluss der Vereine Jyllinge-Gundsømagle IF und Ølstykke HF. 
Seit 2014 treten die erste Herrenmannschaft sowie die erste Damenmannschaft als HØJ Elitehåndbold an.

### Männer
2011 erreichte die Herrenmannschaft die Meisterschaft in der Ost-Staffel der 2. division und sicherte sich damit den direkten Aufstieg in die zweitklassige 1. division, aus welcher sie als Letztplatzierter der Folgesaison jedoch direkt wieder absteigen musste. 2012/13 gelang dem Drittligisten erstmals die Qualifikation für die Endrunde des Landspokalturnering (dänischer Pokal), wo man nach einem 28:18-Sieg über Furesø Håndbold bis ins Viertelfinale vorstoßen konnte, welches mit 22:37 gegen den Erstligisten aus Skanderborg verloren ging. In der Liga sicherte sich die Spielgemeinschaft den Wiederaufstieg in die 1. division und konnte dort nach Siegen in der Abstiegsrelegation auch den Klassenerhalt erreichen. Ein Jahr später gelang es durch einen achten Platz, den Ligaverbleib ohne Abstiegsspiele zu sichern. Die Männermannschaft stieg im Jahr 2025 in die Håndboldligaen auf.
| Saison  | Ligazugehörigkeit    | Platz | S  | U | N  | Tore    | Punkte |
| ------- | -------------------- | ----- | -- | - | -- | ------- | ------ |
| 2010/11 | 2. division, pulje 3 | 1.    | 20 | 0 | 2  | 665:503 | 40     |
| 2011/12 | 1. division          | 14.   | 4  | 0 | 22 | 624:794 | 8      |
| 2012/13 | 2. division, pulje 3 | 1.    | 18 | 1 | 3  | 608:477 | 37     |
| 2013/14 | 1. division          | 11.   | 6  | 3 | 15 | 603:674 | 15     |
| 2014/15 | 1. division          | 8.    | 11 | 2 | 13 | 685:704 | 24     |
| 2015/16 | 1. division          | 8.    | 11 | 3 | 12 | 648:667 | 25     |
| 2016/17 | 1. division          | 7.    | 13 | 3 | 10 | 687:711 | 29     |
| 2017/18 | 1. division          | 11.   | 8  | 2 | 16 | 663:705 | 18     |
| 2018/19 | 1. division          | 8.    | 13 | 2 | 11 | 742:740 | 28     |
| 2019/20 | 1. division          | 8.    | 10 | 0 | 11 | 586:612 | 22     |
| 2020/21 | 1. division          | 5.    | 16 | 1 | 9  | 756:730 | 33     |
| 2021/22 | 1. division          | 2.    | 17 | 2 | 7  | 774:714 | 36     |
| 2022/23 | 1. division          | 4.    | 14 | 4 | 6  | 722:657 | 32     |
| 2023/24 | 1. division          | 4.    | 17 | 4 | 5  | 812:728 | 38     |
| 2024/25 | 1. division          | 1.    | 21 | 2 | 1  | 756:627 | 44     |

| Legende |                        |
|         | Spielzeit mit Aufstieg |
|         | Spielzeit mit Abstieg  |

## Damen
Die Damenmannschaft stieg im Jahr 2025 in die Damehåndboldligaen auf.